# Marble Falls, Texas
Marble Falls là một thành phố thuộc quận Burnet, tiểu bang Texas, Hoa Kỳ. Năm 2010, dân số của xã này là 6077 người.

## Dân số
- Dân số năm 2000: 4959 người.
- Dân số năm 2010: 6077 người.